# پارک طبیعت بارنیم
پارک طبیعت بارنیم (آلمانی: Naturpark Barnim) یک پارک طبیعت واقع در دو ایالت براندنبورگ و برلین آلمان است. این پارک به مساحت ۷۵۰ کیلومتر مربع در ۲۴ سپتامبر ۱۹۹۸ به عنوان پارک ملی به ثبت رسید.

## بررسی اجمالی
این پارک در شمال برلین و مناطق شمالی و مرکزی ایالت براندنبورگ و در بین شهرهای اورانینبرگ، لیبن‌والده، ابرسوالده و برنااو واقع شده است.
این پارک طبیعت ۷۵۰ کیلومتر مربع را تحت پوشش قرار می‌دهد که ۵۵ درصد جنگل، ۳۲ درصد مزارع کشاورزی و ۳ درصد آن را آب تشکیل می‌دهد. دریاچه آرکنبرگر باگرزی نیز بخشی از این منطقه است. این پارک تنها پارک طبیعت برلین است.

## پیوندها
- سایت رسمی Naturpark Barnim